# 美原春人
美原 春人（みはら はると）は、日本の官能小説家。株式会社フランス書院が2016年に主催した第17回フランス書院文庫官能大賞において新人賞を受賞しデビュー。

## 人物
官能小説家としてのデビューは、2017年2月の『お世話します【未亡人母娘と僕】』である。同作品は第17回フランス書院文庫官能大賞において新人賞に選定された『【分家の未亡人】押しかけ』が改稿されたものである。作風としては、いわゆる誘惑系を得意とする。
官能大賞応募前から官能小説が好きで、フランス書院の本を愛読していた。好きな官能小説家としては、弓月誠、櫻木充、巽飛呂彦、神瀬知巳、村崎忍、青橋由高を特に挙げている。

## 著書

### フランス書院文庫
- お世話します【未亡人母娘と僕】（2017年2月）
- 教えてあげます 押しかけ兄嫁＆美母娘（2017年5月）
- もっとしたいの 家主母娘と押しかけ女教師（2017年9月）
- したくてしたくて 義母と子連れの未亡人（2018年2月）
- いっぱいしてあげる 未亡人母娘と女上司と僕（2018年5月）
- ぜんぶしてあげる 独身叔母と従姉と女教師（2018年10月）
- じっくり、ねっとり、してあげる 温泉宿で彼女の母、彼女の姉と…（2019年2月）
- さみしくて、さみしくて 未亡人家主と世話好き兄嫁（2019年6月）
- 独りはさみしくて 女教師はシングルマザー（2019年11月）
- 隣の独身美母娘【甘やかしてあげます】（2020年3月）
- 奥までいっぱいにして さみしい義母とほしがり叔母（2020年8月）
- もっとそばに来て【三密母娘と僕】（2021年1月）
- 眠っちゃいやです【近所の美母娘と僕】（2021年9月）
- 娘の代わりに私が【亡き妻の母】（2022年8月）